# Tabanus lucifer
Tabanus lucifer är en tvåvingeart som beskrevs av Szilady 1926. Tabanus lucifer ingår i släktet Tabanus och familjen bromsar. Inga underarter finns listade i Catalogue of Life.